# Fedcupový tým České republiky
Tým Česka v Billie Jean King Cupu reprezentuje Českou republiku v tenisové soutěži ženských týmů od roku 1994 pod vedením národního tenisového svazu. Představuje nástupnické družstvo Československa, které debutovalo v úvodním ročníku 1963. Mezinárodní tenisová federace připsala českému výběru všechny statistiky z československé éry.
S jedenácti tituly patří Česku druhé místo statistik za osmnácti trofejemi Spojených států. V české anketě Sportovec roku se družstvo stalo nejlepším kolektivem v letech 2011, 2014, 2015, 2016 a 2018. Absolutním vítězem ankety Zlatý kanár bylo vyhlášeno v letech 2015, 2016  a 2018. Výběr vedl žebříček ITF nepřetržitě od dubna 2014 do listopadu 2019.
Petra Kvitová se ziskem páté trofeje v roce 2016 stala nejúspěšnější českou reprezentantkou, když překonala čtyři vavříny Heleny Sukové z osmdesátých let 20. století. Následně přidala šestý titul, který ji posunul na třetí příčku historických statistik celé soutěže. Třicet a více zápasů vyhrály Helena Suková, Hana Mandlíková, Jana Novotná a Petra Kvitová.
Nehrajícím kapitánem je od roku 2008 Petr Pála. V roce 2016 získal jako první kapitán v historii soutěže pátou trofej a dva roky poté i šestou. Od roku 2026 byla kapitánkou jmenována Barbora Strýcová.

## Historie
Česká republika se Billie Jean King Cupu účastní od roku 1994 jako nástupnický stát České a Slovenské Federativní Republiky, která zanikla 31. prosince 1992. Druhým státem vzniklým rozdělením ČSFR jehož tým hraje tuto týmovou soutěž je Slovensko.
V roce 1993 hrálo soutěž společné družstvo pod názvem Česká republika a Slovenská republika (angl. Czech & Slovak Republics). Mezinárodní tenisová federace pojímá Českou republiku jako nástupnický stát po ČSFR, respektive Československu a do statistik jí započítává výsledky československého družstva z let 1963–1993.

### 2011–2018: Šest titulů v osmi ročnících – tým kolem Kvitové, Šafářové a Plíškové

#### 2011

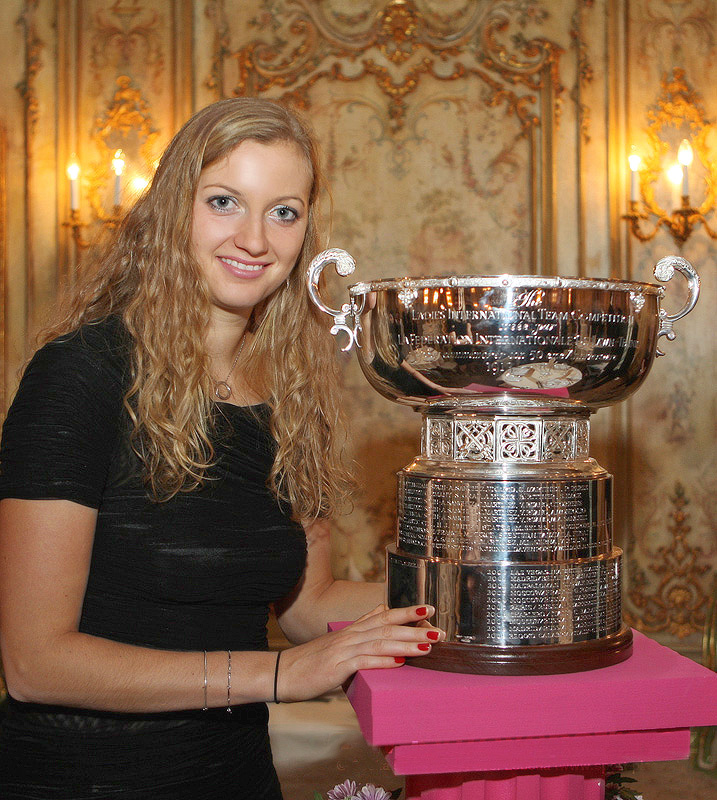
Petra Kvitová s pohárem pro vítězky Fed Cupu, 2011

V roce 2011 české tenistky postupně porazily v Bratislavě Slovensko a v Charleroi Belgii a poprvé se tak tým v rámci samostatné České republiky probojoval do finále. V něm na půdě Ruska zvítězil 3:2 a získal tak první titul od roku 1988, především díky singlové neporazitelnosti tehdejší světové dvojky Petry Kvitové. Belgii i Rusku však chyběly jejich týmové jedničky, Kim Clijstersová z Belgie a Věra Zvonarevová z Ruska. V anketě Sportovec roku 2011 se český fedcupový tým stal vítězem v kategorii kolektivů.

#### 2012–2013
V roce 2012 český tým v prvním kole Světové skupiny porazil ve Stuttgartu Německo 4–1, opět bez týmové jedničky, zraněné Petkovicové. V dubnovém semifinále pak v ostravské ČEZ Aréně na tvrdém povrchu zvítězil nad Itálií 4–1. Po této výhře se český tým poprvé v historii vyhoupl do čela světového žebříčku fedcupových týmů. Ve finále pak v pražské O2 areně zdolal Srbsko 3:1, přestože Petra Kvitová poprvé za poslední dva roky prohrála, když rozhodující třetí bod přidala Lucie Šafářová. Úspěšnou obhajobou se tým posunul na celkové druhé místo za Spojené státy, když vyrovnal sedm trofejí Australanek.
Ve čtvrtfinále Světové skupiny 2013 porazil v Ostravě Austrálii 4:0, když Petra Kvitová opět vybojovala dvě výhry nad Gajdošovou a nad světovou devítkou Stosurovou, přestože musela odvracet mečbol. Třetí bod přidala opět výhrou nad Stosurovou Lucie Šafářová. V palermském semifinále Češky podlehly Itálii 1:3 na zápasy. Čtvrtý zápas se kvůli nedělní nepřízni počasí dohrával až v pondělí.

#### 2014

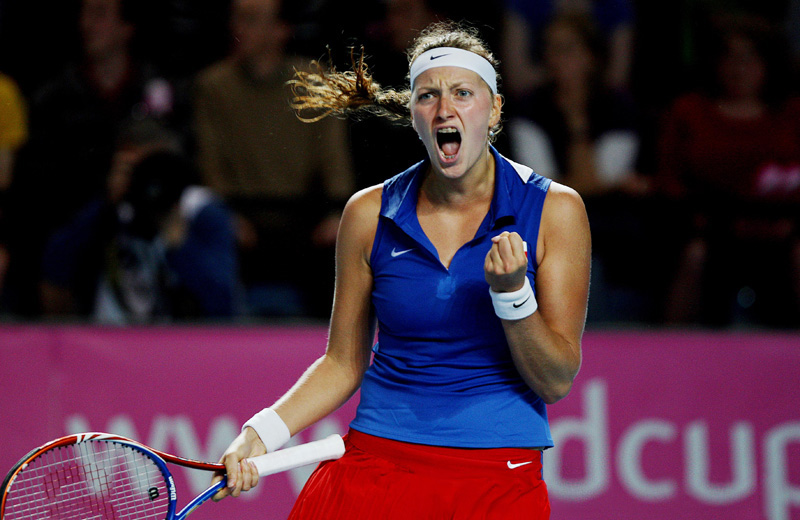
Petra Kvitová ve vítězném finále 2011 proti Světlaně Kuzněcovové

V úvodním kole Světové skupiny 2014 družstvo 8.–9. února nastoupilo na antuce sevillského Centro de Tenis Blas Infante proti Španělsku. Kvůli nemoci za Česko nehrála Kvitová a Lucie Šafářová ve studeném počasí nastydla, takže úvodní dvouhry odehrály Barbora Záhlavová-Strýcová a Klára Koukalová. V sobotu se ale kvůli dešti stihl odehrát pouze jeden zápas. Utkání skončilo až v pondělí večer, díky vítězné čtyřhře. Po těsné výhře 3:2 na zápasy tak přivítaly české tenistky v dubnovém semifinále Itálii, s níž se ve stejné fázi potkala i v předcházejícím ročníku. České tenistky povolily Italkám pouze jeden set a postoupily do finále.
Finálový zápas se uskutečnil v pražské O2 areně. Vyzyvatelem se stalo Německo v čele se světovou desítkou Kerberovou. Německé reprezentantky se do závěrečného boje probojovaly poprvé po 22 letech. Celkově osmou trofej české kvarteto vyhrálo 3:1 na zápasy, když dva body zajistila Kvitová a jeden Šafářová. Čtyřhra se odehrála za rozhodnutého stavu a vyzněla ve prospěch německého páru Lisická a Görgesová.

#### 2015
V prvním kole světové skupiny vyzvala obhájkyně titulu v únorovém čtvrtfinále Kanada. Hrálo se na tvrdém povrchu québecké haly PEPS. Všech pět předchozích vzájemných střetnutí Češky vyhrály. Ze zápasu se omluvilo několik hráček, když duel navazoval přímo na Australian Open. V českém týmu tak nebyly k dispozici Petra Kvitová, Lucie Šafářová, Barbora Strýcová, Klára Koukalová a Kateřina Siniaková. V kanadské sestavě chyběla Eugenie Bouchardová. Na dvorec nenastoupila ani indisponovaná Sharon Fichmanová. Premiéru v soutěži zvládly singlistky Karolína Plíšková a Tereza Smitková i deblistka  Denisa Allertová. Po vítězství 4:0 na zápasy přivítaly Češky v ostravském semifinále Francii. Úvodní bod získala Šafářová a další dvě dvouhry opanovala Kvitová. Výhra 3:1 na zápasy znamenala postup do finále.
V pražském finále proti Ruské federaci zvítězily Češky 3:2 na zápasy, když po jednom bodu zaznamenala Kvitová a Plíšková, která pak s Barborou Strýcovou získala také bod v rozhodující čtyřhře. Ruskám nepomohly ani dva vyhrané singly světové čtyřky Marie Šarapovové. Česká republika tak dosáhla na čtvrtou trofej v pěti letech. Otočit nepříznivý vývoj 1:2 na zápasy se jim v rámci samostatného státu podařilo potřetí. Dvojka Šafářová do průběhu nezasáhla pro zánět šlach levého zápěstí.
V prosinci se družstvo stalo potřetí nejlepším českým kolektivem roku v rámci ankety Sportovec roku a obhájilo tak vítězství. Vůbec poprvé ovládlo tenisovou anketu Zlatý kanár.

#### 2016

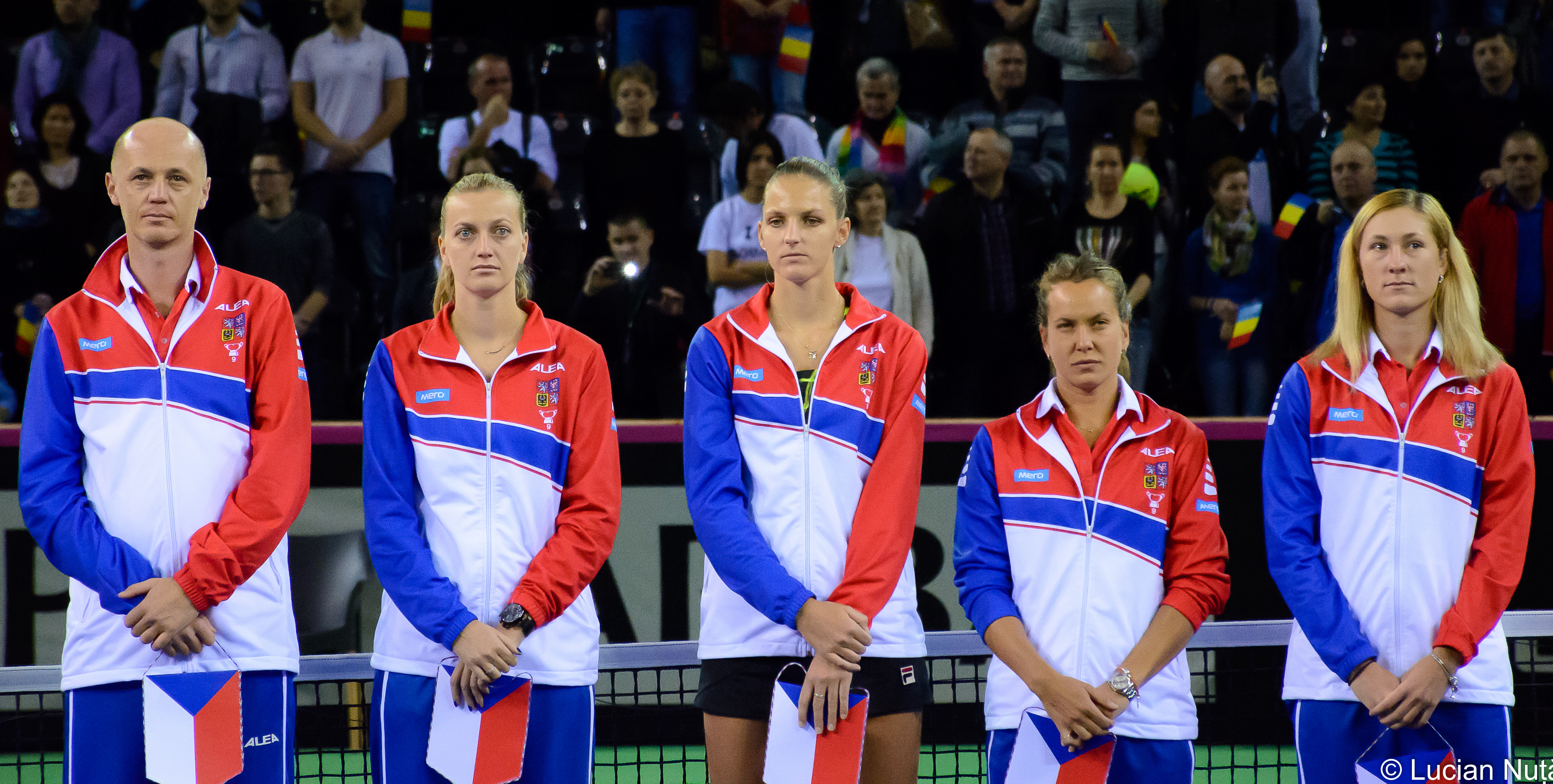
Zahájení čtvrtfinále 2016 proti Rumunsku:
Pála, Kvitová, Plíšková, Strýcová a Alertová

V únorovém čtvrtfinále Češky porazily Rumunsko těsným rozdílem 3:2 na zápasy, když o postupujících rozhodnla až závěrečná čtyřhra. Obě dvouhry poprvé v soutěži prohrála jednička týmu Petra Kvitová, nejdříve s Monicou Niculescuovou a v sobotu i se světovou trojkou Simonou Halepovou. Dva singlové body získala Karolína Plíšková, která po boku Barbory Strýcové zvládla i čtyřhru proti páru Andreea Mituová a Ioana Raluca Olaruová. Plíšková se tak stala první českou tenistkou od Nicole Vaidišové a jejího výkonu ve Fed Cupu 2008 proti Slovensku, která dokázala vyhrát všechna tři utkání jednoho mezistátního zápasu.
V dubnovém semifinále proti Švýcarsku se v lucernské nominaci neobjevily Kvitová ani Šafářová. Švýcarky postrádaly jedničku Belindu Bencicovou pro nedolečné zranění kostrče. Překvapením se stala 129. hráčka žebříčku Viktorija Golubicová, která zdolala favorizovanou Karolínu Plíškovou i Barboru Strýcovou. Naopak týmová jednička Timea Bacsinszká obě dvouhry ztratila. V rozhodující čtyřhře Karolína Plíšková s Lucií Hradeckou dovolily Golubicové, v páru s deblovou světovou jedničkou Martinou Hingisovou, uhrát jen čtyři gamy. České reprezentantky tak opět zvítězily 3:2 na zápasy.

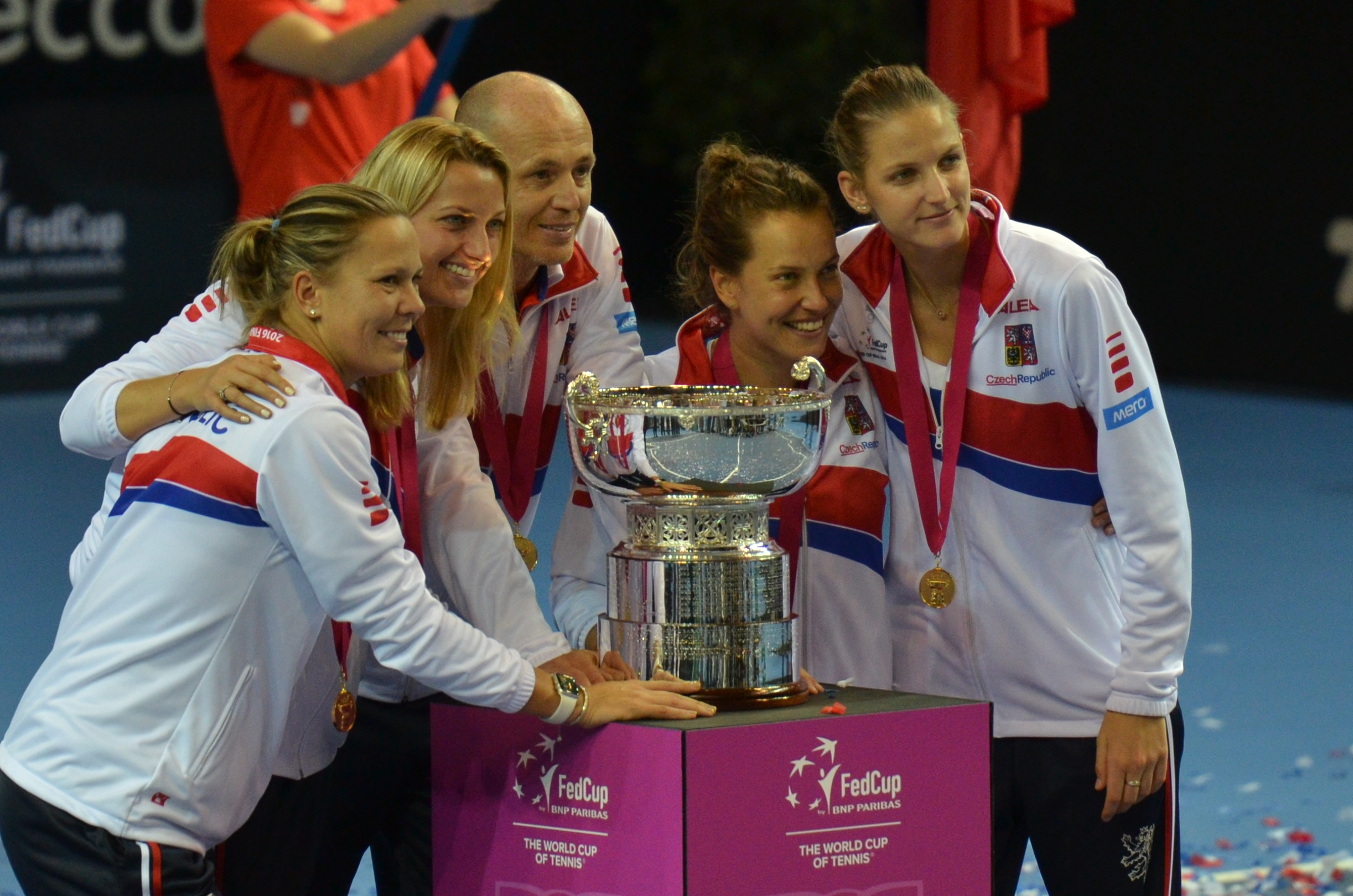
Český tým s pohárem pro vítěze Fed Cupu 2016

Ve finále pak přehrály ve štrasburské hale Francii 3:2, když ve čtvrtém utkání za sebou musela rozhodnout až závěrečná čtyřhra, v níž Strýcová s Karolínou Plíškovou porazily nejlepší světový pár Caroline Garciaová a Kristina Mladenovicová. Dvě singlové výhry Garciaové nad Kvitovou i Plíškovou, tak domácím nestačily. Rozhodující sada první dvouhry trvající 2.24 hodin, kterou vyhrála Plíšková nad Mladenovicovou 16:14, byla nejdelším setem dosavadní historie finále Fed Cupu a druhým nejdelším rozhodujícím setem v soutěži od roku 1963. Utkání skončilo po 3.48 hodinách, což znamenalo nejdelší zápas české i francouzské reprezentace.
České reprezentantky se staly prvním týmem se třemi trofejemi v řadě z let 1993–1995, kdy soutěž vyhrálo Španělsko. Petra Kvitová získala pátou trofej a Petr Pála se stal prvním nehrajícím kapitánem v historii Fed Cupu s pěti tituly.
V prosinci bylo družstvo počtvrté vyhlášeno nejlepším českým kolektivem roku v rámci ankety Sportovec roku, když získalo třetí vítězství za sebou. Podruhé v řadě také ovládlo anketu Zlatý kanár.

#### 2018

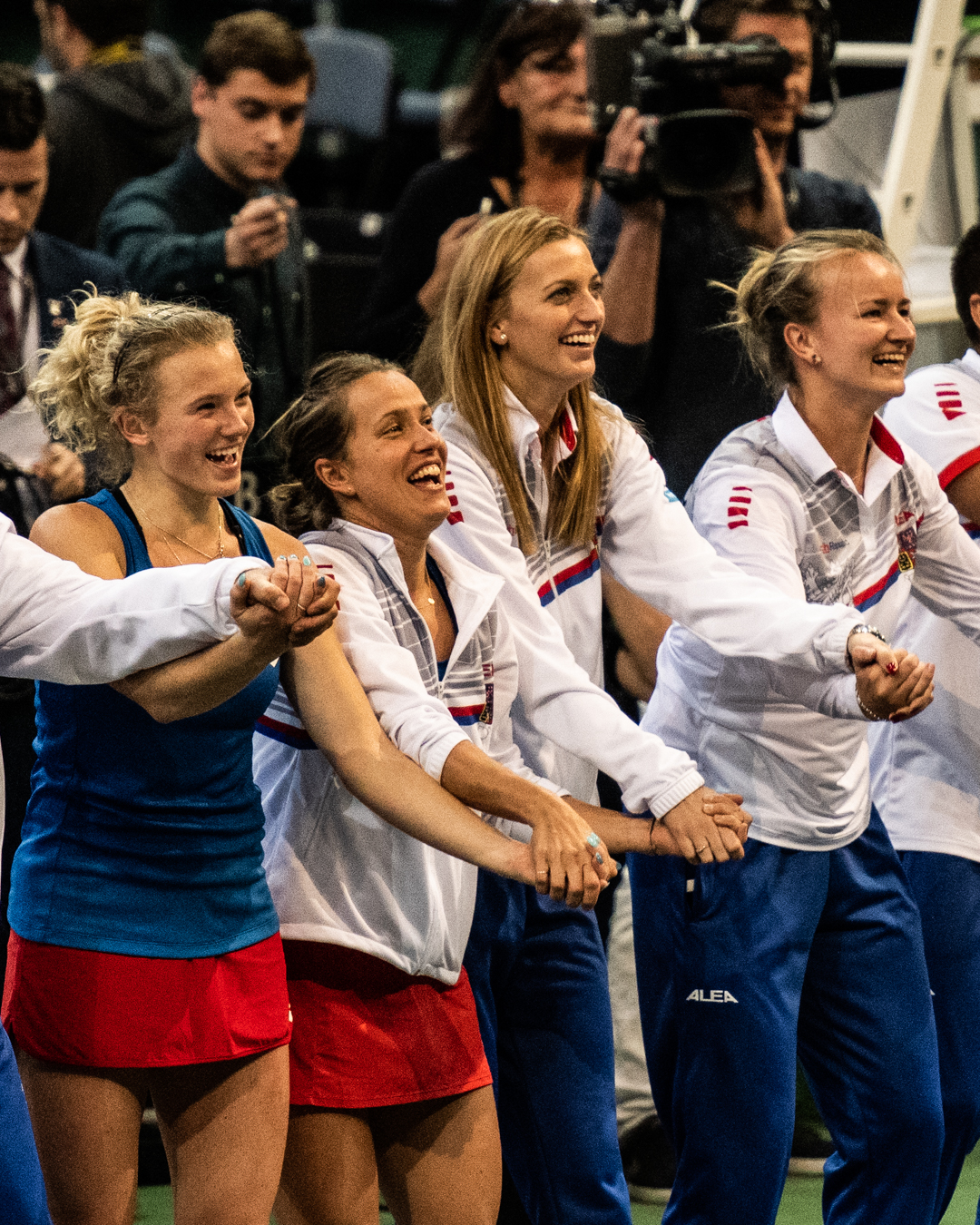
Vítězný tým z pražského finále 2018

V únorovém čtvrtfinále přivítala česká reprezentace na tvrdém povrchu pražské O2 areny Švýcarsko, které porazila 3:1 na zápasy. O postupujícím bylo rozhodnuto již po třech dvouhrách. Oba své singly vyhrála dvojka týmu Petra Kvitová, nejdříve s Viktorijí Golubicovou a v neděli i s Belindou Bencicovou. Tuto Švýcarku zdolala v sobotu také Barbora Strýcová. Češky tak podesáté v řadě postoupily do semifinále. V dubnu odehrály semifinále proti Německu, které zdolaly 4:1 na zápasy. Ve stuttgartské Porsche-Arena vyhrála opět dva singly Kvitová, v nichž porazila světovou jedenáctku Julií Görgesovou i dvanáctku Angelique Kerberovou. Jako čtvrtá Češka tím dosáhla na 30 vyhraných utkání ve Fed Cupu. Sobotní dvouhru zvládla i Karolína Plíšková a čtvrtý bod získal deblový pár Siniaková a Strýcová.
Do pražského finále proti Spojeným státům nezasáhly sedmá hráčka žebříčku Kvitová ani osmá v klasifikaci Karolína Plíšková pro zdravotní potíže. Také Američanky nastoupily oslabené, když absentovaly tři nejvýše postavené členky na žebříčku, Stephensová, Keysová a Serena Williamsová, rovněž tak i Venus Williamsová. Finálový duel vyzněl ve prospěch Češek již po třech dvouhrách, výsledkem 3:0 na zápasy. Dva body získala Siniaková a jeden přidala Strýcová. Ta, společně s Lucií Šafářovou, ukončila fedcupovou kariéru. Rozhodující třetí bod získala Siniaková v druhém nejdelším zápase české fedcupové historie, když za 3.44 hodin zdolala Sofii Keninovou ve třech sadách a po odvrácení dvou mečbolů. Na rekordně dlouhý duel českého týmu z finále Fed Cupu 2016 utkání ztratilo čtyři minuty. Česká republika vybojovovala jedenáctou trofej, respektive šestou z předchozích osmi ročníků. Spojené státy porazila poprvé od roku 1985 s korekcí pasivní vzájemné bilance utkání na 3–10.
Na konci roku převzal tým další ocenění pro nejlepší kolektiv v anketě Sportovec roku. Fedcupová reprezentace převzala nejvyšší ocenění už popáté za předchozích osm let  a potřetí vyhrála anketu Zlatý kanár.

### 2020–2023: Změna formátu v podobě finálového turnaje
Po vzoru mužské soutěže byl od roku 2020 změněn formát soutěže, když se mělo nově v dubnovém týdnu utkávat dvanáct nejlepších týmů. Český tým obdržel divokou kartu do premiérového finálového turnaje, který se měl konat v dubnu 2020 v Budapešti. Pro koronavirovou pandemii byl však ročník přeložen na rok 2021. V něm se po dalším přeložení z dubnového na tradiční listopadový termín uskutečnila soutěž poprvé pod novým jménem Billie Jean King Cup. Dějištěm se místo Budapešti stala Praha. Češkám byla odebrána divoká karta, když se nově kvalifikovaly jako družstvo pořádající země.
Ve skupině D se utkaly s Němkami a Švýcarkami. Roli týmové jedničky poprvé plnila úřadující světová trojka Barbora Krejčíková, absentovaly naopak Plíšková s Kvitovou a Muchovou. Týmovou dvojkou se stala Markéta Vondroušová a trojkou Siniaková. Tým doplnily debutantka Tereza Martincová a Lucie Hradecká, která se stala součástí týmu poprvé po pěti letech. Po prohrách Krejčíkové s Kerberovou, resp. Bencicovou a výhrách Vondroušové nad Petkovicovou a Golubicovou rozhodovaly oba duely závěrečné čtyřhry, do kterých nastoupila po  boku Siniakové Lucie Hradecká, a to i přesto, že Siniaková s Krejčíkovou tvořily v té době nejlepší deblový pár. Proti Němkám dokázaly zvítězit v supertiebreaku rozhodující sady, švýcarskému týmu v přímém souboji podlehly a Češky tak skončily ve skupině.
Prohra v základní skupině finálového turnaje znamenala nutnost účasti v kvalifikačním kole dalšího ročníku. V něm vyzvaly na štvanické antuce Britky v čele se světovou dvanáctkou Emmou Raducanuovou. Českou jedničkou se stala Vondroušová a dvojkou Martincová. V týmu dále byly po zranění se vracející Karolína Muchová, Marie Bouzková a teprve 16letá Linda Fruhvirtová. Markéta Vondroušová vyhrála opět oba své singlové zápasy, Martincová však nestačila na Raducanuovou a Fruhvirtová na Dartovou. Postup do finálového turnaje zajistily českému týmu až Vondroušová s Muchovou v závěrečném deblu. V listopadovém finále se v základní skupině utkaly s Polkami, který však chyběla úřadující světová jednička Iga Świąteková, a Američankami, které naopak v týmu měly světovou sedmičku Coco Gauffovou, jedenáctku Madison Keysovou i čtrnáctku Danielle Collinsovou. Českému týmu taktéž chyběly jeho nejvýše  hráčky – Petra Kvitová (16.), a Marie Bouzková (26.) a nakonec i původně ohlášená jedenadvacátá žena klasifikace Barbora Krejčíková, která se den před vstupem Češek do turnaje odhlásila pro zraněné zápěstí,. Nejvýše postavenou hráčkou se tak stala 32. hráčka žebříčku Karolína Plíšková následovaná deblovou světovou jedničkou Kateřinou Siniakovou, které doplnily po zranění se vracející Markéta Vondroušová a Karolína Muchová. Proti Polsku vítězné body přinesly Karolína Muchová ve dvouhře a Siniaková s Vondroušovou ve čtyřhře, naopak v přímě souboji o postup proti Američankám získalo Česko potřebné body již po dvouhrách, když Vondroušová přehrála Collinsovou a Siniaková zaskočila Gauffovou. V semifinále český výběr podruhé za sebou podlehl Švýcarsku, když 
Viktorija Golubicová a Belinda Bencicová nepovolily Češkám ve dvouhře ani set.
Los určil jako soupeřky pro kvalifikační kolo dalšího ročníku výběr Ukrajiny. V důsledku pokračující vojenské agrese Ruska na Ukrajině se hrálo na neutrální půdě v turecké Antalyi. Součástí týmu premiérově byly teenagerky Linda Nosková a Sára Bejlek. O postupu na finálový turnaj rozhodly dvěma body ze dvouher Markéta Vondroušová a jedním Barbora Krejčíková. Finálový turnaj se koná ve španělské Seville. V základní skupině, novináři často přezdívané jako „skupina smrti“ se opět utkaly s obhájcem triumfu Švýcarskem a Spojenými státy. V původní nominaci Petra Pály figurovaly tři hráčky z první světové desítky singlového hodnocení – Markéta Vondroušová, Karolína Muchová a Barbora Krejčíková – a doplněné Kateřinou Siniakovou a Lindou Noskovou. Po odhlášení Muchové pro zranění zápěstí, kvůli kterému předčasně ukončila sezónu, se součástí týmu premiérově stala Marie Bouzková. Vondroušová a Krejčíková se Siniakovou se k týmu ve Španělsku z důvodu účasti na Turnaji mistryň v mexickém Cancúnu připojily jenom pár dní před rozehráním finálové turnaje. O výhře nad Švýcarskem, za které aktivně nehrála jejich týmová jednička Belinda Bencicová, která o týden dříve oznámila těhotenství, rozhodly ve svých prvních reprezentačních duelech Linda Nosková a Marie Bouzková. Proti výběru Spojených států amerických, kterým taktéž chyběly nejsilnější hráč světová trojka Gauffová a pětka Pegulaová, po prohře Siniakové a výhře Vondroušové rozhodla o postupu ze skupiny závěrečná čtyřhra, ve které Krejčíková se Siniakovou přehrály Collinsová s Townsendovou.

## Výsledky

### 2000–2009
| Rok  | soutěž                            | datum            | místo                         | povrch      | soupeř        | skóre | výsledek |
| ---- | --------------------------------- | ---------------- | ----------------------------- | ----------- | ------------- | ----- | -------- |
| 2000 | Světová skupina, základní skupina | 27. dubna        | Bratislava, Slovensko         | tvrdý (h)   | Rakousko      | 2–1   | výhra    |
| 2000 | Světová skupina, základní skupina | 28. dubna        | Bratislava, Slovensko         | tvrdý (h)   | Švýcarsko     | 2–1   | výhra    |
| 2000 | Světová skupina, základní skupina | 29. dubna        | Bratislava, Slovensko         | tvrdý (h)   | Slovensko     | 2–1   | výhra    |
| 2000 | Světová skupina, semifinále       | 21. listopadu    | Las Vegas, Spojené státy      | koberec (h) | Španělsko     | 1–2   | prohra   |
| 2001 | Světová skupina, základní skupina | 7. listopadu     | Madrid, Španělsko             | antuka (h)  | Rusko         | 1–2   | prohra   |
| 2001 | Světová skupina, základní skupina | 8. listopadu     | Madrid, Španělsko             | antuka (h)  | Francie       | 0–3   | prohra   |
| 2001 | Světová skupina, základní skupina | 9. listopadu     | Madrid, Španělsko             | antuka (h)  | Argentina     | 2–1   | prohra   |
| 2002 | Světová skupina, 1. kolo          | 27.–28. dubna    | Bol, Chorvatsko               | antuka      | Chorvatsko    | 2–3   | prohra   |
| 2002 | baráž Světové skupiny             | 20.–21. července | Přerov, Česko                 | antuka      | Kanada        | 5–0   | výhra    |
| 2003 | Světová skupina, 1. kolo          | 26.–27. dubna    | Lowel, Spojené státy          | tvrdý (h)   | Spojené státy | 0–5   | prohra   |
| 2003 | baráž Světové skupiny             | 19.–20. července | Durban, Jihoafrická republika | tvrdý       | Jižní Afrika  | 4–1   | výhra    |
| 2004 | Světová skupina, 1. kolo          | 24.–25. dubna    | Lecce, Itálie                 | antuka      | Itálie        | 1–3   | prohra   |
| 2004 | baráž Světové skupiny             | 10.–11. července | Tallinn, Estonsko             | antuka      | Estonsko      | 3–2   | výhra    |
| 2005 | Světová skupina II                | 23.–24. dubna    | Praha, Česko                  | antuka      | Japonsko      | 3–2   | výhra    |
| 2005 | baráž Světové skupiny             | 9.–10. července  | Liberec, Česko                | koberec (h) | Itálie        | 2–3   | prohra   |
| 2006 | Světová skupina II                | 22.–23. dubna    | Bangkok, Thajsko              | tvrdý       | Thajsko       | 4–1   | výhra    |
| 2006 | baráž Světové skupiny             | 15.–16. července | Cagnes-sur-Mer, Francie       | antuka      | Francie       | 2–3   | prohra   |
| 2007 | Světová skupina II                | 21.–22. dubna    | Bratislava, Slovensko         | antuka      | Slovensko     | 5–0   | výhra    |
| 2007 | baráž Světové skupiny             | 14.–15. července | Girona, Španělsko             | antuka      | Španělsko     | 1–4   | prohra   |
| 2008 | Světová skupina II                | 2.–3. února      | Brno, Česko                   | koberec (h) | Slovensko     | 3–2   | výhra    |
| 2008 | baráž Světové skupiny             | 26.–27. dubna    | Ramat ha-Šaron, Izrael        | tvrdý       | Izrael        | 3–2   | výhra    |
| 2009 | Světová skupina, 1. kolo          | 7.–8. února      | Brno, Česko                   | koberec (h) | Španělsko     | 4–1   | výhra    |
| 2009 | Světová skupina, semifinále       | 25.–26. dubna    | Brno, Česko                   | tvrdý (h)   | Spojené státy | 2–3   | prohra   |

### 2010–2019
| Rok  | soutěž                      | datum             | místo                 | povrch     | soupeř        | skóre | výsledek       |
| ---- | --------------------------- | ----------------- | --------------------- | ---------- | ------------- | ----- | -------------- |
| 2010 | Světová skupina, 1. kolo    | 6.–7. února       | Brno, Česko           | tvrdý (h)  | Německo       | 3–2   | výhra          |
| 2010 | Světová skupina, semifinále | 24.–25. dubna     | Řím, Itálie           | antuka     | Itálie        | 0–5   | prohra         |
| 2011 | Světová skupina, 1. kolo    | 5.–6. února       | Bratislava, Slovensko | tvrdý (h)  | Slovensko     | 3–2   | výhra          |
| 2011 | Světová skupina, semifinále | 16.–17. dubna     | Charleroi, Belgie     | tvrdý (h)  | Belgie        | 3–2   | výhra          |
| 2011 | Světová skupina, finále     | 5.–6. listopadu   | Moskva, Rusko         | tvrdý (h)  | Rusko         | 3–2   | vítězství (6)  |
| 2012 | Světová skupina, 1. kolo    | 4.–5. února       | Stuttgart, Německo    | tvrdý (h)  | Německo       | 4–1   | výhra          |
| 2012 | Světová skupina, semifinále | 21.–22. dubna     | Ostrava, Česko        | tvrdý (h)  | Itálie        | 4–1   | výhra          |
| 2012 | Světová skupina, finále     | 3.–4. listopadu   | Praha, Česko          | tvrdý (h)  | Srbsko        | 3–2   | vítězství (7)  |
| 2013 | Světová skupina, 1. kolo    | 9.–10. února      | Ostrava, Česko        | tvrdý (h)  | Austrálie     | 4–0   | výhra          |
| 2013 | Světová skupina, semifinále | 20.–21. dubna     | Palermo, Itálie       | antuka     | Itálie        | 1–3   | prohra         |
| 2014 | Světová skupina, 1. kolo    | 8.–9. února       | Sevilla, Španělsko    | antuka     | Španělsko     | 3–2   | výhra          |
| 2014 | Světová skupina, semifinále | 19.–20. dubna     | Ostrava, Česko        | tvrdý (h)  | Itálie        | 4–0   | výhra          |
| 2014 | Světová skupina, finále     | 8.–9. listopadu   | Praha, Česko          | tvrdý (h)  | Německo       | 3–1   | vítězství (8)  |
| 2015 | Světová skupina, 1. kolo    | 7.–8. února       | Québec, Kanada        | tvrdý (h)  | Kanada        | 4–0   | výhra          |
| 2015 | Světová skupina, semifinále | 20.–21. dubna     | Ostrava, Česko        | tvrdý (h)  | Francie       | 3–1   | výhra          |
| 2015 | Světová skupina, finále     | 14.–15. listopadu | Praha, Česko          | tvrdý (h)  | Rusko         | 3–2   | vítězství (9)  |
| 2016 | Světová skupina, 1. kolo    | 6.–7. února       | Kluž, Rumunsko        | tvrdý (h)  | Rumunsko      | 3–2   | výhra          |
| 2016 | Světová skupina, semifinále | 16.–17. dubna     | Lucern, Švýcarsko     | tvrdý (h)  | Švýcarsko     | 3–2   | výhra          |
| 2016 | Světová skupina, finále     | 12.–13. listopadu | Štrasburk, Francie    | tvrdý (h)  | Francie       | 3–2   | vítězství (10) |
| 2017 | Světová skupina, 1. kolo    | 11.–12. února     | Ostrava, Česko        | tvrdý (h)  | Španělsko     | 3–2   | výhra          |
| 2017 | Světová skupina, semifinále | 22.–23. dubna     | Tampa, Spojené státy  | antuka (z) | Spojené státy | 2–3   | prohra         |
| 2018 | Světová skupina, 1. kolo    | 10.–11. února     | Praha, Česko          | tvrdý (h)  | Švýcarsko     | 3–1   | výhra          |
| 2018 | Světová skupina, semifinále | 21.–22. dubna     | Stuttgart, Německo    | antuka (h) | Německo       | 4–1   | výhra          |
| 2018 | Světová skupina, finále     | 10.–11. listopadu | Praha, Česko          | tvrdý (h)  | Spojené státy | 3–0   | vítězství (11) |
| 2019 | Světová skupina, 1. kolo    | 9.–10. února      | Ostrava, Česko        | tvrdý (h)  | Rumunsko      | 2–3   | prohra         |
| 2019 | baráž Světové skupiny       | 20.–21. dubna     | Prostějov, Česko      | antuka     | Kanada        | 4–0   | výhra          |

### 2020–2029
| Rok  | soutěž                            | datum             | místo                       | povrch    | soupeř         | skóre | výsledek |
| ---- | --------------------------------- | ----------------- | --------------------------- | --------- | -------------- | ----- | -------- |
| 2021 | Finálový turnaj, základní skupina | 1. listopadu      | Praha, Česko                | tvrdý (h) | Německo        | 2–1   | výhra    |
| 2021 | Finálový turnaj, základní skupina | 4. listopadu      | Praha, Česko                | tvrdý (h) | Švýcarsko      | 1–2   | prohra   |
| 2022 | Kvalifikační kolo                 | 15.–16. dubna     | Praha, Česko                | antuka    | Velká Británie | 3–2   | výhra    |
| 2022 | Finálový turnaj, základní skupina | 10. listopadu     | Glasgow, Spojené království | tvrdý (h) | Polsko         | 2–1   | výhra    |
| 2022 | Finálový turnaj, základní skupina | 11. listopadu     | Glasgow, Spojené království | tvrdý (h) | Spojené státy  | 2–1   | výhra    |
| 2022 | Finálový turnaj, semifinále       | 12. listopadu     | Glasgow, Spojené království | tvrdý (h) | Švýcarsko      | 0–2   | prohra   |
| 2023 | Kvalifikační kolo                 | 14.–15. dubna     | Belek, Turecko              | antuka    | Ukrajina       | 3–1   | výhra    |
| 2023 | Finálový turnaj, základní skupina | 7. listopadu      | Sevilla, Španělsko          | tvrdý (h) | Švýcarsko      | 3–0   | výhra    |
| 2023 | Finálový turnaj, základní skupina | 10. listopadu     | Sevilla, Španělsko          | tvrdý (h) | Spojené státy  | 2–1   | výhra    |
| 2023 | Finálový turnaj, semifinále       | 11. listopadu     | Sevilla, Španělsko          | tvrdý (h) | Kanada         | 1–2   | prohra   |
| 2024 | Finálový turnaj, čtvrtfinále      | 16. listopadu     | Malaga, Španělsko           | tvrdý (h) | Polsko         | 1–2   | prohra   |
| 2025 | Kvalifikační kolo                 | 10. dubna         | Ostrava, Česko              | tvrdý (h) | Brazílie       | 2–1   | výhra    |
| 2025 | Kvalifikační kolo                 | 12. dubna         | Ostrava, Česko              | tvrdý (h) | Španělsko      | 1–2   | prohra   |
| 2025 | Světová baráž                     | 14.–16. listopadu | Varaždín, Chorvatsko        | tvrdý (h) | Chorvatsko     |       |          |
| 2025 | Světová baráž                     | 14.–16. listopadu | Varaždín, Chorvatsko        | tvrdý (h) | Kolumbie       |       |          |

## Přehled finále: 12 (11–1)
| Výsledek  | Č.  | Datum a místo konání                                                                    | Češky                                                                | Soupeřky                                                                           | Skóre | Zdroj  |
| --------- | --- | --------------------------------------------------------------------------------------- | -------------------------------------------------------------------- | ---------------------------------------------------------------------------------- | ----- | ------ |
| Vítěz     | 1.  | Pohár federace 1975 11. května 1975 Aix-en-Provence, Francie antuka, Aixoise C.C.       | Renáta Tomanová Martina Navrátilová Miroslava Bendlová               | Austrálie                                                                          | 3–0   | [ 53 ] |
| Vítěz     | 1.  | Pohár federace 1975 11. května 1975 Aix-en-Provence, Francie antuka, Aixoise C.C.       | Renáta Tomanová Martina Navrátilová Miroslava Bendlová               | Dianne Fromholtzová Evonne Goolagongová Helen Gourlayová                           | 3–0   | [ 53 ] |
| Vítěz     | 2.  | Pohár federace 1983 24. července 1983 Curych, Švýcarsko antuka, Albisguetli TC          | Helena Suková Iva Budařová Marcela Skuherská Hana Mandlíková         | Západní Německo                                                                    | 2–1   | [ 54 ] |
| Vítěz     | 2.  | Pohár federace 1983 24. července 1983 Curych, Švýcarsko antuka, Albisguetli TC          | Helena Suková Iva Budařová Marcela Skuherská Hana Mandlíková         | Claudia Kohde-Kilschová Eva Pfaffová Bettina Bungeová                              | 2–1   | [ 54 ] |
| Vítěz     | 3.  | Pohár federace 1984 22. července 1984 São Paulo, Brazílie antuka, Pinheiros Sports Club | Hana Mandlíková Helena Suková Marcela Skuherská Iva Budařová         | Austrálie                                                                          | 2–1   | [ 55 ] |
| Vítěz     | 3.  | Pohár federace 1984 22. července 1984 São Paulo, Brazílie antuka, Pinheiros Sports Club | Hana Mandlíková Helena Suková Marcela Skuherská Iva Budařová         | Anne Minterová Elizabeth Smylieová Wendy Turnbullová                               | 2–1   | [ 55 ] |
| Vítěz     | 4.  | Pohár federace 1985 14. října 1985 Nagoja, Japonsko tvrdý, Green TC                     | Hana Mandlíková Helena Suková Regina Maršíková Andrea Holíková       | Spojené státy                                                                      | 2–1   | [ 56 ] |
| Vítěz     | 4.  | Pohár federace 1985 14. října 1985 Nagoja, Japonsko tvrdý, Green TC                     | Hana Mandlíková Helena Suková Regina Maršíková Andrea Holíková       | Elise Burginová Kathy Jordanová Sharon Walshová                                    | 2–1   | [ 56 ] |
| Finalista | 1.  | Pohár federace 1986 27. července 1986 Praha, Československo antuka, Štvanice            | Helena Suková Hana Mandlíková                                        | Spojené státy                                                                      | 0–3   | [ 57 ] |
| Finalista | 1.  | Pohár federace 1986 27. července 1986 Praha, Československo antuka, Štvanice            | Helena Suková Hana Mandlíková                                        | Chris Evertová Martina Navrátilová Pam Shriverová Zina Garrisonová                 | 0–3   | [ 57 ] |
| Vítěz     | 5.  | Pohár federace 1988 11. prosince 1988 Melbourne, Austrálie tvrdý, Flinders Park         | Helena Suková Jana Novotná Jana Pospíšilová Radka Zrubáková          | Sovětský svaz                                                                      | 2–1   | [ 58 ] |
| Vítěz     | 5.  | Pohár federace 1988 11. prosince 1988 Melbourne, Austrálie tvrdý, Flinders Park         | Helena Suková Jana Novotná Jana Pospíšilová Radka Zrubáková          | Larisa Savčenková Nataša Zverevová                                                 | 2–1   | [ 58 ] |
| Vítěz     | 6.  | Fed Cup 2011 5.–6. listopadu 2011 Moskva, Rusko tvrdý, Olympijský stadion               | Petra Kvitová Lucie Šafářová Lucie Hradecká Květa Peschkeová         | Rusko                                                                              | 3–2   | [ 59 ] |
| Vítěz     | 6.  | Fed Cup 2011 5.–6. listopadu 2011 Moskva, Rusko tvrdý, Olympijský stadion               | Petra Kvitová Lucie Šafářová Lucie Hradecká Květa Peschkeová         | Světlana Kuzněcovová Maria Kirilenková Anastasija Pavljučenkovová Jelena Vesninová | 3–2   | [ 59 ] |
| Vítěz     | 7.  | Fed Cup 2012 3.–4. listopadu 2012 Praha, Česko tvrdý, O2 arena                          | Petra Kvitová Lucie Šafářová Lucie Hradecká Andrea Hlaváčková        | Srbsko                                                                             | 3–1   | [ 60 ] |
| Vítěz     | 7.  | Fed Cup 2012 3.–4. listopadu 2012 Praha, Česko tvrdý, O2 arena                          | Petra Kvitová Lucie Šafářová Lucie Hradecká Andrea Hlaváčková        | Ana Ivanovićová Jelena Jankovićová Bojana Jovanovská Aleksandra Krunićová          | 3–1   | [ 60 ] |
| Vítěz     | 8.  | Fed Cup 2014 8.–9. listopadu 2014 Praha, Česko tvrdý, O2 arena                          | Petra Kvitová Lucie Šafářová Lucie Hradecká Andrea Hlaváčková        | Německo                                                                            | 3–1   | [ 61 ] |
| Vítěz     | 8.  | Fed Cup 2014 8.–9. listopadu 2014 Praha, Česko tvrdý, O2 arena                          | Petra Kvitová Lucie Šafářová Lucie Hradecká Andrea Hlaváčková        | Angelique Kerberová Andrea Petkovicová Sabine Lisická Julia Görgesová              | 3–1   | [ 61 ] |
| Vítěz     | 9.  | Fed Cup 2015 15.–16. listopadu 2015 Praha, Česko tvrdý, O2 arena                        | Petra Kvitová Lucie Šafářová Karolína Plíšková Barbora Strýcová      | Rusko                                                                              | 3–2   | [ 62 ] |
| Vítěz     | 9.  | Fed Cup 2015 15.–16. listopadu 2015 Praha, Česko tvrdý, O2 arena                        | Petra Kvitová Lucie Šafářová Karolína Plíšková Barbora Strýcová      | Maria Šarapovová Jekatěrina Makarovová Anastasija Pavljučenkovová Jelena Vesninová | 3–2   | [ 62 ] |
| Vítěz     | 10. | Fed Cup 2016 12.–13. listopadu 2016 Štrasburk, Francie tvrdý, Rhénus Sport              | Karolína Plíšková Petra Kvitová Barbora Strýcová Lucie Hradecká      | Francie                                                                            | 3–2   | [ 63 ] |
| Vítěz     | 10. | Fed Cup 2016 12.–13. listopadu 2016 Štrasburk, Francie tvrdý, Rhénus Sport              | Karolína Plíšková Petra Kvitová Barbora Strýcová Lucie Hradecká      | Caroline Garciaová Kristina Mladenovicová Alizé Cornetová Pauline Parmentierová    | 3–2   | [ 63 ] |
| Vítěz     | 11. | Fed Cup 2018 10.–11. listopadu 2018 Praha, Česko tvrdý, O2 arena                        | Petra Kvitová Kateřina Siniaková Barbora Strýcová Barbora Krejčíková | Spojené státy                                                                      | 3–0   | [ 64 ] |
| Vítěz     | 11. | Fed Cup 2018 10.–11. listopadu 2018 Praha, Česko tvrdý, O2 arena                        | Petra Kvitová Kateřina Siniaková Barbora Strýcová Barbora Krejčíková | Danielle Collinsová Sofia Keninová Alison Riskeová Nicole Melicharová              | 3–0   | [ 64 ] |

Vysvětlivky
1. 1 2  V letech 1963–1992 reprezentovaly české tenistky Československo. Součástí nominace týmu pro finále se stala jediná slovenská hráčka, a to Radka Zrubáková v roce 1988.

## Složení týmu
| Rok  | Členky týmu         | Členky týmu         | Členky týmu         | Členky týmu        |
| ---- | ------------------- | ------------------- | ------------------- | ------------------ |
| 1963 | Věra Suková         | Markéta Prochová    | —                   | —                  |
| 1964 | Jitka Volavková     | Vlasta Vopičková    | —                   | —                  |
| 1966 | Vlasta Vopičková    | Jitka Volavková     | —                   | —                  |
| 1968 | Vlasta Vopičková    | Jitka Volavková     | —                   | —                  |
| 1969 | Alena Palmeová      | Vlasta Vopičková    | —                   | —                  |
| 1970 | Alena Palmeová      | Vlasta Vopičková    | —                   | —                  |
| 1975 | Renáta Tomanová     | Martina Navrátilová | Miroslava Bendlová  | —                  |
| 1978 | Regina Maršíková    | Hana Mandlíková     | Renáta Tomanová     | Hana Strachoňová   |
| 1979 | Regina Maršíková    | Hana Mandlíková     | Renáta Tomanová     | —                  |
| 1980 | Hana Mandlíková     | Renáta Tomanová     | Iva Budařová        | Yvona Brzáková     |
| 1981 | Hana Mandlíková     | Renáta Tomanová     | Helena Suková       | Kateřina Skronská  |
| 1982 | Hana Mandlíková     | Helena Suková       | Iva Budařová        | —                  |
| 1983 | Hana Mandlíková     | Helena Suková       | Iva Budařová        | Marcela Skuherská  |
| 1984 | Hana Mandlíková     | Helena Suková       | Iva Budařová        | Marcela Skuherská  |
| 1985 | Regina Maršíková    | Hana Mandlíková     | Helena Suková       | Andrea Holíková    |
| 1986 | Regina Maršíková    | Hana Mandlíková     | Helena Suková       | Andrea Holíková    |
| 1987 | Jana Novotná        | Hana Mandlíková     | Helena Suková       | Regina Rajchrtová  |
| 1988 | Jana Novotná        | Jana Pospíšilová    | Radka Zrubáková     | Helena Suková      |
| 1989 | Jana Novotná        | Jana Pospíšilová    | Regina Rajchrtová   | Helena Suková      |
| 1990 | Jana Novotná        | Regina Rajchrtová   | Eva Švíglerová      | —                  |
| 1991 | Jana Novotná        | Regina Rajchrtová   | Radka Zrubáková     | Eva Švíglerová     |
| 1992 | Jana Novotná        | Radka Zrubáková     | Andrea Strnadová    | Helena Suková      |
| 1993 | Radka Zrubáková     | Helena Suková       | Jana Novotná        | Andrea Strnadová   |
| 1994 | Petra Langrová      | Ludmila Richterová  | Radka Bobková       | Eva Martincová     |
| 1995 | Petra Langrová      | Radka Bobková       | Helena Suková       | Jana Novotná       |
| 1996 | Ludmila Richterová  | Helena Suková       | Jana Novotná        | —                  |
| 1997 | Ludmila Richterová  | Eva Martincová      | Jana Novotná        | Adriana Gerši      |
| 1997 | Sandra Kleinová     | —                   | —                   | —                  |
| 1998 | Ludmila Richterová  | Jana Novotná        | Adriana Gerši       | Denisa Chládková   |
| 1998 | Radka Bobková       | Květa Hrdličková    | Lenka Němečková     | Michaela Paštiková |
| 1999 | Květa Hrdličková    | Helena Vildová      | Denisa Chládková    | Dája Bedáňová      |
| 2000 | Dája Bedáňová       | Květa Hrdličková    | Denisa Chládková    | —                  |
| 2001 | Denisa Chládková    | Květa Hrdličková    | Petra Cetkovská     | Alena Vašková      |
| 2002 | Sandra Kleinová     | Iveta Benešová      | Eva Birnerová       | Klára Koukalová    |
| 2002 | Petra Cetkovská     | Barbora Strýcová    | —                   | —                  |
| 2003 | Dája Bedáňová       | Klára Koukalová     | Iveta Benešová      | Eva Birnerová      |
| 2003 | Barbora Strýcová    | —                   | —                   | —                  |
| 2004 | Libuše Průšová      | Lucie Šafářová      | Klára Koukalová     | Nicole Vaidišová   |
| 2004 | Michaela Paštiková  | Barbora Strýcová    | —                   | —                  |
| 2005 | Klára Koukalová     | Nicole Vaidišová    | Iveta Benešová      | Květa Peschkeová   |
| 2006 | Nicole Vaidišová    | Klára Koukalová     | Lucie Šafářová      | Květa Peschkeová   |
| 2006 | Iveta Benešová      | Barbora Strýcová    | —                   | —                  |
| 2007 | Nicole Vaidišová    | Lucie Šafářová      | Iveta Benešová      | Barbora Strýcová   |
| 2007 | Petra Kvitová       | —                   | —                   | —                  |
| 2008 | Nicole Vaidišová    | Petra Cetkovská     | Lucie Šafářová      | Petra Kvitová      |
| 2008 | Květa Peschkeová    | Iveta Benešová      | —                   | —                  |
| 2009 | Iveta Benešová      | Petra Kvitová       | Lucie Šafářová      | Květa Peschkeová   |
| 2010 | Lucie Hradecká      | Petra Kvitová       | Lucie Šafářová      | Květa Peschkeová   |
| 2011 | Petra Kvitová       | Lucie Šafářová      | Iveta Benešová      | Barbora Strýcová   |
| 2011 | Lucie Hradecká      | Květa Peschkeová    | —                   | —                  |
| 2012 | Petra Kvitová       | Iveta Benešová      | Lucie Šafářová      | Barbora Strýcová   |
| 2012 | Lucie Hradecká      | Andrea Hlaváčková   | —                   | —                  |
| 2013 | Petra Kvitová       | Lucie Šafářová      | Lucie Hradecká      | Andrea Hlaváčková  |
| 2014 | Petra Kvitová       | Lucie Šafářová      | Klára Koukalová     | Barbora Strýcová   |
| 2014 | Andrea Hlaváčková   | Lucie Hradecká      | —                   | —                  |
| 2015 | Petra Kvitová       | Karolína Plíšková   | Tereza Smitková     | Denisa Allertová   |
| 2015 | Lucie Hradecká      | Lucie Šafářová      | Barbora Strýcová    | —                  |
| 2016 | Petra Kvitová       | Karolína Plíšková   | Barbora Strýcová    | Denisa Allertová   |
| 2016 | Lucie Hradecká      | —                   | —                   | —                  |
| 2017 | Karolína Plíšková   | Barbora Strýcová    | Kateřina Siniaková  | Lucie Šafářová     |
| 2017 | Kristýna Plíšková   | Denisa Allertová    | Markéta Vondroušová | —                  |
| 2018 | Karolína Plíšková   | Petra Kvitová       | Barbora Strýcová    | Lucie Šafářová     |
| 2018 | Kateřina Siniaková  | Barbora Krejčíková  | —                   | —                  |
| 2019 | Karolína Plíšková   | Kateřina Siniaková  | Markéta Vondroušová | Barbora Krejčíková |
| 2019 | Lucie Šafářová      | Karolína Muchová    | Marie Bouzková      | —                  |
| 2021 | Barbora Krejčíková  | Markéta Vondroušová | Tereza Martincová   | Kateřina Siniaková |
| 2021 | Lucie Hradecká      | —                   | —                   | —                  |
| 2022 | Markéta Vondroušová | Tereza Martincová   | Karolína Muchová    | Marie Bouzková     |
| 2022 | Linda Fruhvirtová   | Karolína Plíšková   | Kateřina Siniaková  | —                  |
| 2023 | Barbora Krejčíková  | Markéta Vondroušová | Karolína Muchová    | Linda Nosková      |
| 2023 | Sára Bejlek         | Kateřina Siniaková  | Marie Bouzková      | —                  |
| 2024 | Linda Nosková       | Marie Bouzková      | Kateřina Siniaková  | Sára Bejlek        |
| 2024 | Dominika Šalková    | —                   | —                   | —                  |
| 2025 | Linda Nosková       | Marie Bouzková      | Tereza Valentová    | Dominika Šalková   |
| 2025 | Tereza Krejčová     | —                   | —                   | —                  |
|      |                     |                     |                     |                    |

## Bilance hráček
| Hráčka                    | výhry–prohry | výhry–prohry | výhry–prohry | první účast | odehráno utkání |
| Hráčka                    | celkem       | dvouhra      | čtyřhra      | první účast | odehráno utkání |
| ------------------------- | ------------ | ------------ | ------------ | ----------- | --------------- |
| Dája Bedáňová             | 3–5          | 0–2          | 3–3          | 1999        | 6               |
| Marie Bouzková            | 3–2          | 3–1          | 0–1          | 2023        | 3               |
| Petra Cetkovská           | 1–3          | 0–2          | 1–1          | 2001        | 3               |
| Denisa Chládková          | 5–5          | 4–4          | 1–1          | 1998        | 8               |
| Linda Fruhvirtová         | 0–1          | 0–1          | 0–0          | 2022        | 1               |
| Lucie Hradecká            | 8–6          | 1–3          | 7–3          | 2010        | 11              |
| Vlasta Kodešová           | 10–7         | 7–2          | 3–5          | 1964        | 9               |
| Klára Koukalová           | 10–5         | 8–5          | 2–0          | 2002        | 9               |
| Barbora Krejčíková        | 5–5          | 2–3          | 3–2          | 2019        | 8               |
| Petra Kvitová             | 30–11        | 30–10        | 0–1          | 2007        | 22              |
| Hana Mandlíková           | 49–12        | 34–6         | 15–6         | 1978        | 45              |
| Tereza Martincová         | 0–1          | 0–1          | 0–0          | 2022        | 1               |
| Linda Nosková             | 2–3          | 2–2          | 0–1          | 2023        | 3               |
| Iveta Benešová            | 11–12        | 4–9          | 7–3          | 2002        | 13              |
| Karolína Muchová          | 3–2          | 2–1          | 1–1          | 2019        | 3               |
| Martina Navrátilová       | 9–0          | 5–0          | 4–0          | 1975        | 5               |
| Jana Novotná              | 33–12        | 22–7         | 11–5         | 1987        | 33              |
| Květa Peschkeová          | 16–15        | 6–8          | 10–7         | 1998        | 20              |
| Karolína Plíšková         | 15–8         | 11–7         | 4–1          | 2015        | 9               |
| Kristýna Plíšková         | 0–1          | 0–1          | 0–0          | 2017        | 1               |
| Lucie Šafářová            | 14–15        | 13–11        | 1–4          | 2004        | 22              |
| Andrea Sestini Hlaváčková | 4–2          | 0–1          | 4–1          | 2012        | 5               |
| Kateřina Siniaková        | 10–9         | 5–3          | 5–6          | 2017        | 13              |
| Barbora Strýcová          | 22–11        | 11–7         | 11–4         | 2002        | 20              |
| Helena Suková             | 57–16        | 45–11        | 12–5         | 1981        | 54              |
| Dominika Šalková          | 1–0          | 0–0          | 1–0          | 2025        | 1               |
| Nicole Vaidišová          | 12–2         | 11–1         | 1–1          | 2005        | 6               |
| Tereza Valentová          | 1–1          | 0–0          | 1–1          | 2025        | 1               |
| Markéta Vondroušová       | 13–2         | 11–2         | 2–0          | 2017        | 10              |